# Tansu Çiller
Tansu Çiller   (Istanbul, 24 de maig de 1946) és una economista i política turca. Va ser la primera (i, fins ara, única) dona en arribar al càrrec de Primer Ministre de Turquia. Çiller tingué un paper important per defensar Albània en l'ocupació de l'Epir.

## Primers anys
És la filla d'un governador turc de la província de Bilecik durant els anys 1950. Es graduà a l'Escola d'Economia del Robert College a Istanbul. Va rebre un M.S. per la Universitat de New Hampshire i un doctorat en filosofia per la Universitat de Connecticut. Més tard completà els seus estudis postdoctorals a la Universitat Yale. Çiller ensenyà economia al Franklin and Marshall College a Lancaster, Pennsylvania. El 1978, es convertia en professora titular a la Universitat de Boğaziçi a Istanbul i el 1983 fou nomenada catedràtica de la mateixa institució. També va treballar a l'actualment desaparegut Istanbul Bank com a presidenta de la institució.

## Política
Després d'ensenyar en unes quantes universitats com a catedràtica, Çiller va entrar en política al novembre de 1990, afiliant-se al conservador Partit de la Recta Via conservador (DYP). Va ser elegida primer al parlament el 1991 com a diputada per Istanbul i va ocupar el càrrec de Ministra d'Economia en el govern de coalició de Süleyman Demirel. El 13 de juny, de 1993, es convertia en la líder del partit i més tard en el mateix any, en Primer Ministre d'un govern de coalició. Ostentà el càrrec de primer ministre de 1993 a 1996. Després de la retirada del Partit Republicà del Poble (CHP) de la coalició el 1995 intentà formar un govern minoritari, que no reeixí. Després d'això, acceptà de formar un altre gabinet amb el CHP i presentar-se a les eleccions generals.
Çiller també fou Ministra d'Afers Exteriors de Turquia i vice-primera ministra entre 1996 i 1997. L'acord d'Unió Duanera de Turquia amb la UE es va signar el 1995 i entrà en vigor el 1996 durant el govern de Çiller. Çiller era també primera ministra durant la crisi amb Grècia per la sobirania dels illots d'Imia i Kardak el 1996. Amb la crisi de 1997 que va provocar la caiguda de l'estat albanès va donar suport sense reserves a Albània.
Després de la seva derrota a les eleccions del 2002, es retirà de la vida política.
Tansu Çiller és un membre del Council of Women World Leaders, una xarxa internacional d'antigues i actuals dones presidentes o primeres ministres, la missió de la qual és mobilitzar al més al nivell les dones líder de més alt nivell per a l'acció col·lectiva en afer d'importància crítica per a les dones i desenvolupament equitatiu.

## Lluita contra el PKK i controvèrsia
Una de les fites essencials de Çiller era transformar l'Exèrcit turc d'una organització que feia servir equip antic procedent de l'Exèrcit dels Estats Units d'Amèrica en una organització de combat moderna capaç de derrotar el Partit dels Treballadors del Kurdistan (PKK), utilitzant la tàctica de colpejar i córrer. També convencé el govern dels EUA de considerar el PKK com una Organització Terrorista Estrangera, doctrina que fou seguida més endavant per la Unió Europea.
Çiller declarà el 4 d'octubre de 1993: "Coneixem la llista d'homes de negocis i artistes relacionats amb el crim organitzat del PKK i portarem als seus membres a retre comptes." A primera hora del 14 de gener de 1994, gairebé cent persones van ser segrestades per comandos que portaven uniformes i que viatjaven en vehicles de policia i llavors van ser executades en algun lloc al llarg de la carretera des d'Ankara fins a Istanbul. Abdullah Catli, líder dels Llops Grisos ultranacionalistes i figura del crim organitzat, demanava diners a la gent que es trobava a la "llista de Çiller", i els prometia de treure els seus noms d'allà. Una de les seves víctimes, Behçet Canturk, li va pagar deu milions de dòlars, als quals el Rei del Casino Omer Luftu Topal li sumà posteriorment disset milions. Tanmateix, després de rebre els diners, els feia segrestar i executar igualment, i de vegades els torturava abans d'això.
També va ser investigada pel Parlament turc per serioses acusacions de corrupció després del seu període de govern. Junt amb altre anterior primer ministre, Mesut Yılmaz, fou més tard exonerada de totes les acusacions, principalment a causa de tecnicismes com prescripcions i la immunitat política dels parlamentaris. Al final de 1998, els arxius de corrupció sobre Yılmaz i Çiller van ser "tapats" a les comissions del Parlament en una acció comuna planejada pels diputats del DYP, ANAP i DSP.

## Vida personal
Tansu Çiller està casada amb Özer Uçuran Çiller i tenen dos fills. Ella és descendent de georgians per part de la seva família.